# دیهیم‌دندانان
دیهیم‌دندانان (نام علمی: Diademodontidae) نام یک تیره از راسته ددکمانان است.